# Balitung
Balitung, de son titre complet Sri Maharaja Rakai Watukura Dyah Balitung Sri Dharmodaya Mahasambu, était un souverain du royaume de Mataram, qui régna de 899 à 910 sur un territoire couvrant le centre et l'est de l'île Java en Indonésie.
Les circonstances de l'accession au pouvoir de Balitung sont peu claires. Les historiens indonésiens Boechari et Poerbatjaraka estiment que Balitung est devenu roi par mariage avec la fille de son prédécesseur, le rakai ("seigneur de") Watuhumalang, dont le nom nous est connu par l'inscription de Mantyasih. Mais Watuhumalang avait lui-même un fils, qu'on connaît par son nom de règne de Daksa. Il est possible que Balitung ait été élu roi plutôt que son beau-frère Daksa.
Le document écrit le plus ancien mentionnant le nom de Balitung est l'inscription de Telahap, datée de 899. Il est néanmoins possible qu'il soit monté sur le trône avant.
Boechari pense que le règne de Balitung prend fin avec une rébellion de Daksa en 910.